# Itaquera
Itaquera es un distrito de la ciudad de São Paulo, Brasil. Se ubica en la zona este de la ciudad y, administrativamente, forma parte de la subprefectura homónima.
El nombre en tupí significa "piedra dura", "piedra insensible" o "piedra de descanso".

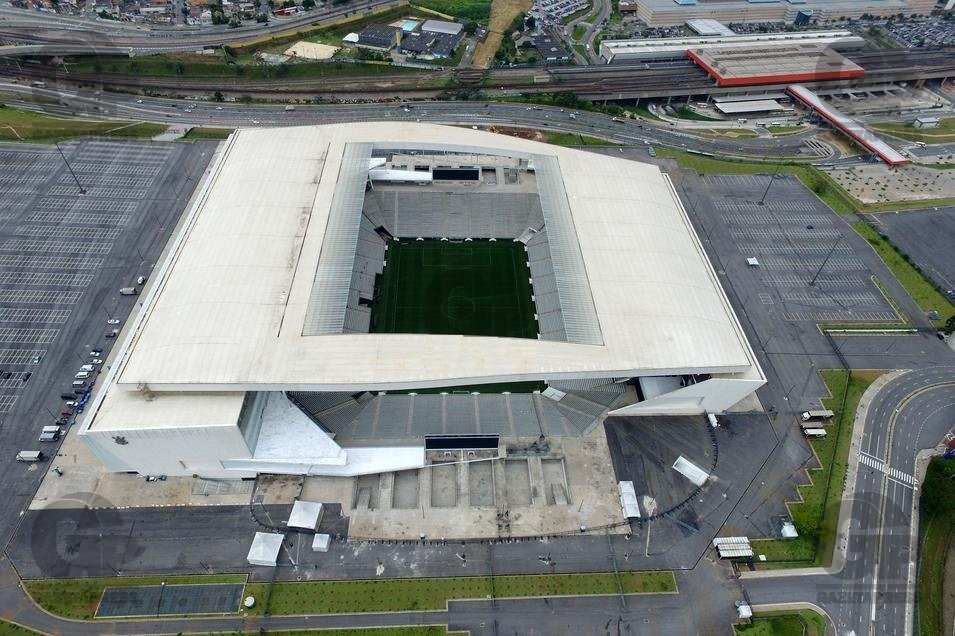
El estadio Arena Corinthians

Con unos 204 871 habitantes para el 2010, uno de sus principales atractivos es la Arena Corinthians.
El Corinthians Arena se encuentra a 19 kilómetros al este del centro de la ciudad y a 21 km del Aeropuerto Internacional de São Paulo-Guarulhos. La estación de metro más cercana es Corinthians-Itaquera, a 500 metros del estadio. Se conecta a una estación de tren del mismo nombre. La estación de metro Artur Alvim está a 800 metros. Si todos los usuarios abordaran los trenes para abandonar el estadio, este quedaría vacío en 30 minutos.

## Historia
Las primeras referencias a este nombre son de los años 1620, figurando como "Roça Itaquera", ubicada cerca del Aldeamento de São Miguel. A fines del siglo XVII, la región fue mencionada como un asentamiento de São Miguel, a fines del siglo XVIII, como un territorio de la parroquia de Penha y finalmente como un distrito del distrito de São Miguel Paulista. En 1920, se convirtió en un distrito autónomo.
A partir de la década de 1920, los inmigrantes japoneses llegaron a residir en las parcelas rurales existentes en la región. La principal actividad económica de estas familias fue la producción de duraznos en una gran área que rodea a Mata do Carmo. Un gran número de personas, especialmente del Nordeste, se establecieron en la región, atraídos por el costo accesible de la tierra y la estación de tren, que permitía el rápido movimiento hacia el centro de la ciudad.

## Transporte
El barrio alberga las siguientes estaciones del transporte público:
- Estación Corinthians-Itaquera - de la Línea 3 (roja) del Metro de São Paulo y la Línea 11 (coral) del CPTM, además de servir como intermodal de buses.
- Estación Dom Bosco - Línea 11 (coral) del CPTM

## Rutas principales
Avenida Jacu Pêssego/Nova Trabalhadores, Av Maria Luiza Americano que hoy se ha transformado en un punto de alimentación y gastronomía, pizzerías, restaurantes, Rua Sabbado D'Ângelo, donde se pueden encontrar escuelas, comisarías, restaurantes, supermercados y otros servicios. Otras vías son: Rua Augusto Carlos Baumann, Avenida dos Campanellas que conduce al barrio Artur Alvim, y Rua Virgínia Ferni que conecta Cohab con Radial Leste, además de las avenidas Radial Leste y Avenida Itaquera.

## Distritos colindantes
- Vila Jacuí y São Miguel Paulista, al norte.
- Lajeado, al este.
- José Bonifácio, al sureste.
- Parque do Carmo y Cidade Líder, al sur.
- Artur Alvim y Ponte Rasa, al oeste.